# Courcelles-la-Forêt
Courcelles-la-Forêt és un municipi francès situat al departament del Sarthe i a la regió de País del Loira. L'any 2007 tenia 425 habitants.

## Demografia

### Població
El 2007 la població de fet de Courcelles-la-Forêt era de 425 persones. Hi havia 168 famílies de les quals 44 eren unipersonals (20 homes vivint sols i 24 dones vivint soles), 52 parelles sense fills i 72 parelles amb fills.
La població ha evolucionat segons el següent gràfic:
Habitants censats

### Habitatges
El 2007 hi havia 197 habitatges, 167 eren l'habitatge principal de la família, 13 eren segones residències i 16 estaven desocupats. 194 eren cases i 2 eren apartaments. Dels 167 habitatges principals, 111 estaven ocupats pels seus propietaris, 54 estaven llogats i ocupats pels llogaters i 2 estaven cedits a títol gratuït; 1 tenia una cambra, 3 en tenien dues, 30 en tenien tres, 46 en tenien quatre i 88 en tenien cinc o més. 124 habitatges disposaven pel capbaix d'una plaça de pàrquing. A 68 habitatges hi havia un automòbil i a 94 n'hi havia dos o més.

### Piràmide de població
La piràmide de població per edats i sexe el 2009 era:
| Homes | Edats   | Dones |
| ----- | ------- | ----- |
| 0     | 95 o +  | 0     |
| 4     | 90 a 94 | 0     |
| 0     | 85 a 89 | 0     |
| 4     | 80 a 84 | 0     |
| 12    | 75 a 79 | 20    |
| 4     | 70 a 74 | 8     |
| 4     | 65 a 69 | 0     |
| 16    | 60 a 64 | 4     |
| 8     | 55 a 59 | 12    |
| 12    | 50 a 54 | 12    |
| 12    | 45 a 49 | 12    |
| 12    | 40 a 44 | 4     |
| 20    | 35 a 39 | 16    |
| 16    | 30 a 34 | 12    |
| 8     | 25 a 29 | 12    |
| 20    | 20 a 24 | 12    |
| 4     | 15 a 19 | 12    |
| 24    | 10 a 14 | 16    |
| 4     | 5 a 9   | 20    |
| 8     | 0 a 4   | 0     |

## Economia
El 2007 la població en edat de treballar era de 275 persones, 209 eren actives i 66 eren inactives. De les 209 persones actives 189 estaven ocupades (101 homes i 88 dones) i 21 estaven aturades (7 homes i 14 dones). De les 66 persones inactives 25 estaven jubilades, 24 estaven estudiant i 17 estaven classificades com a «altres inactius».

### Ingressos
El 2009 a Courcelles-la-Forêt hi havia 171 unitats fiscals que integraven 443,5 persones, la mediana anual d'ingressos fiscals per persona era de 15.717 €.

### Activitats econòmiques
Dels 12 establiments que hi havia el 2007, 3 eren d'empreses de construcció, 5 d'empreses de comerç i reparació d'automòbils, 1 d'una empresa d'hostatgeria i restauració, 2 d'empreses de serveis i 1 d'una empresa classificada com a «altres activitats de serveis».
Dels 4 establiments de servei als particulars que hi havia el 2009, 1 era una fusteria, 2 lampisteries i 1 restaurant.
L'únic establiment comercial que hi havia el 2009 era una botiga de menys de 120 m².
L'any 2000 a Courcelles-la-Forêt hi havia 34 explotacions agrícoles que ocupaven un total de 1.273 hectàrees.

## Equipaments sanitaris i escolars
El 2009 hi havia una escola elemental.

## Poblacions més properes
El següent diagrama mostra les poblacions més properes.